# Balanococcus aberrans
Balanococcus aberrans är en insektsart som beskrevs av Jennifer M. Cox 1987. Balanococcus aberrans ingår i släktet Balanococcus och familjen ullsköldlöss. Inga underarter finns listade i Catalogue of Life.